# 11626 Черч Стреттон
11626 Черч Стреттон (11626 Church Stretton) — астероїд головного поясу, відкритий 8 листопада 1996 року.
Тіссеранів параметр щодо Юпітера — 3,603.